# HZC De Robben
El HZC De Robben es un club holandés de natación y waterpolo con sede en la ciudad de Hilversum.

## Historia
El club se funda el 1 de enero de 1971. HZC proviene de la fusión del club HZC Hilversum fundado el 24 de agosto de 1932 y el club De Robben fundado el 15 de octubre de 1940. 
Los colores del club son el azul y el naranja.

## Palmarés
- 12 veces campeón de la Liga de los Países Bajos de waterpolo masculino

(1959-1960, 1966-1967, 1967-1968, 1968-1969, 1969-1970, 1970-1971, 1971-1972, 1973-1974, 1974-1975, 1979-1980, 1981-1982)
- 2 veces campeón de la Copa KNZB de waterpolo masculino

(1986, 2001)
- 29 veces campeón de la Liga de los Países Bajos de waterpolo femenino

(1945-1946, 1946-1947, 1948-1949, 1949-1950, 1950-1951, 1951-1952, 1952-1953, 1953-1954, 1954-1955, 1955-1956, 1956-1957, 1957-1958, 1958-1959, 1959-1960, 1960-1961, 1961-1962, 1962-1963, 1963-1964, 1964-1965, 1965-1966, 1966-1967, 1967-1968, 1968-1969, 1969-1970, 1970-1971, 1971-1972, 1972-1973, 1973-1974, 1974-1975)
- 4 veces campeón de la Copa ManMeer!

(2005, 2006, 2008, 2009)